# Zielone miejsca pracy
Zielone miejsca pracy (zielone kołnierzyki, ang. green-collar jobs, green jobs) – miejsca pracy powstałe w wyniku włączenia zasady zrównoważonego rozwoju w procesy modernizacyjne. Są to przede wszystkim prace związane z sektorem transportu zbiorowego, odnawialnych źródeł energii, budownictwa i gospodarki odpadami. Ich rozkwit związany jest z rosnącym przekonaniem, że zmiany klimatyczne są efektem działalności człowieka (negatywnej antropopresji), więc ich zahamowanie wymaga zmian ekonomicznych, zapewniających zachowanie środowiskowego dobrostanu i zapewnienie nowych miejsc pracy dla osób bezrobotnych oraz pracujących w sektorach, które obecnie przyczyniają się w największy sposób do globalnego ocieplenia (takich jak przemysł samochodowy czy też wydobycie węgla). Zielone miejsca pracy są elementem Zielonego Nowego Ładu oraz teorii zielonego zarządzania.

## Badania
Największy wzrost sektora zielonych miejsc pracy (szacowanych w Europie na 3,4 miliona, dla porównania sektor samochodowy – 2,7 miliona) przypadł na lata 2001–2006 w Niemczech, podczas rządów koalicyjnych SPD i Zielonych. Badania Worldwatch Institute wskazują, że zainwestowanie przez ówczesny rząd w docieplenie budynków oraz wyposażanie ich w instalacje OZE 5,2 miliarda dolarów przyniosło całkowite inwestycje o wartości 20,9 miliarda dolarów oraz przyczyniło się do powstania i utrzymania 140 tysięcy miejsc pracy. Dzięki temu programowi roczne emisje gazów cieplarnianych pochodzące z budynków spadły o 2%. Około 4 miliardy z zainwestowanych przez rząd środków odzyskano dzięki uzyskaniu wyższych podatków z inwestycji podnoszących energooszczędność budynków, a ponadto uniknięto konieczności wypłacania zasiłków dla osób bezrobotnych. W 2005 roku czerwono-zielona koalicja zwiększyła finansowanie programu do poziomu prawie 2 miliardów dolarów rocznie. Inwestycja doprowadziła do powstania około 145 tysięcy dodatkowych pełno-etatowych miejsc pracy w roku 2006. Docieplanie budynków jest jednym z kluczowych elementów strategii niemieckiego rządu osiągnięcia redukcji emisji o 40 procent do 2020 roku. Natomiast inny dynamicznie rozwijający się sektor tworzący zielone miejsca pracy to energetyka odnawialna, która zatrudnia w Niemczech obecnie 285 tysięcy osób.
Badania ETUC, Europejskiej Konfederacji Związków Zawodowych wskazują, że odpowiednio przeprowadzona reforma rynku pracy, dostosowująca go do przeciwdziałania zmianom klimatycznym, może stworzyć wystarczającą liczbę miejsc pracy, by zamortyzować zmniejszenie się ich w bardziej szkodliwych ekologicznie sektorach gospodarki i jednocześnie zwiększyć zatrudnienie na rynku pracy poprzez dodatkowe etaty dla osób bezrobotnych.
Szacuje się, że zwiększanie efektywności energetycznej o 1% rocznie przez dziesięć lat spowoduje powstanie i utrzymanie 200 tysięcy nowych miejsc pracy w całej Unii Europejskiej w tym okresie. Dodatkowe pełne etaty mogą powstać dzięki większym inwestycjom w energetykę wiatrową – przy rocznej produkcji 1 terawatogodziny powstaje od 918 do 2400 miejsc pracy, podczas gdy przy wytworzeniu tej samej ilości energii w elektrowni jądrowej powstaje ich 75, w gazowej – 250 do 265, a w węglowej – 370. Ta gałąź gospodarki już dziś zatrudnia 73800 osób w Niemczech i 35000 w Hiszpanii. Dodatkowe możliwości pojawiają się przy okazji kursów i szkoleń, pomagających w zdobyciu odpowiednich kwalifikacji i przekwalifikowaniu się.
W 2011 roku Biuro ds. Kobiet amerykańskiego Departamentu Pracy wydało przewodnik pt. „Why Green Is Your Color: A Woman’s Guide to a Sustainable Career” (Dlaczego zielony jest twoim kolorem: Przewodnik dla kobiet po zrównoważonych miejscach pracy), opisujący możliwości zatrudnienia i kształcenia, rozwiewający wątpliwości oraz mity mogące powstrzymywać kobiety od podejmowania pracy w nowych zielonych zawodach.
Z danych barometru EurObserv’ER wynika, że w końcu 2011 roku w Polsce np. w sektorze odnawialnych źródeł energii było zatrudnionych 34,6 tys., natomiast w Niemczech 378,8 tys. „zielonych” pracowników.